# Rymosia foersteri
Rhysomia foersteri
Espèce
Synonymes
- †Rhymosia foersteri Théobald, 1937

Rymosia foersteri est une espèce fossile d'insectes diptères de la famille des Mycetophilidae.

## Classification
L'espèce Rhymosia foersteri est décrite en 1937 par le paléontologue français Nicolas Théobald (1903-1981) dans sa thèse ,.

### Fossiles
Cette espèce a deux collections qui viennent de Kleinkembs dans le pays de Bade en Bade-Wurtemberg et des marnes en plaquettes de Brunstatt dans le Haut-Rhin en Alsace.

### Holotype
L'holotype et échantillon R1024 de la collection Mieg et du musée d'histoire naturelle de Bâle vient de la localité de Kleinkembs.

### Renommages
Cette espèce est renommée Rymosia foersteri par Neal Luit Evenhuis en 1994 et Dalton De Souza Amorim (d) en 2021,.

### Étymologie
L'épithète spécifique foersteri rend hommage au paléontologue et entomologiste allemand Bruno Förster (1852-1924).

## Description

### Caractères
Diagnose de Nicolas Théobald en 1937, : 

« Insecte de petite taille, assez mal conservé ; de teinte brunâtre. Tête petite, arrondie ; deux yeux non contigus. Thorax arrondi. Abdomen grêle, six segments visibles. Aile avec nervation encore déchiffrable ; Sc faible ; R se termine au quart externe ; Rs légèrement arqué ; M relié à Rs par une nervure oblique. M se bifurque peu au delà de cette nervure ; Cu se bifurque plus près de la base de l'aile. ».

### Dimensions
La longueur totale est de 6 mm.

### Affinités
« La nervation de l'aile est celle du g. Rhysomia Winn. L'Insecte de Brunnstatt décrit par Förster sous le nom de Boeltina cf. Meigeniana, appartient à ce groupe. ».

## Biologie
« Les larves des espèces du g. Rhysomia vivent dans les champignons. Ce genre est répandu en Europe, en Amérique du Nord et dans les Indes. ».

### Publication originale
- [1937] Nicolas Théobald, « Les insectes fossiles des terrains oligocènes de France 473 p., 17 fig., 7 cartes,13 tables, 29 planches hors texte », Bulletin Mensuel de la Société des Sciences de Nancy et Mémoires de la Société des sciences de Nancy, Imprimerie G. Thomas,‎ 1937, p. 1-473 (ISSN 1155-1119 et 2263-6439, OCLC 786027547). .